# Чудиново (Челябінська область)
Чудиново (рос. Чудиново) — село у Октябрському районі Челябінської області Російської Федерації.
Входить до складу муніципального утворення Чудиновське сільське поселення. Населення становить 521 особу (2017). Населений пункт розташований на землях українського культурного та етнічного краю Сірий Клин.

## Історія
Від 4 листопада 1926 року належить до Октябрського району Челябінської області.
Згідно із законом від 15 вересня 2004 року органом місцевого самоврядування є Чудиновське сільське поселення.

## Населення
| 2002 | 2010 | 2011 | 2012 | 2013 | 2014 | 2015 |
| ---- | ---- | ---- | ---- | ---- | ---- | ---- |
| 771  | ↘556 | ↘555 | ↘535 | ↘530 | →530 | ↗533 |
| 2016 | 2017 |      |      |      |      |      |
| ↘531 | ↘521 |      |      |      |      |      |